# Black Tower Productions
Black Tower Productions war ein in den 2000er Jahren gegründetes Schweizer Musiklabel. Es war auf die beiden Spielarten Black Metal und Death Metal spezialisiert.
Lauf Eigenangaben auf der mittlerweile eingestellten Website war das Label von 2003 bis 2014 aktiv. Mit Stand zum Jahresende 2019 sind bei der Online-Datenbank Discogs knapp über 30 Veröffentlichungen hinterlegt – die erste im Jahr 2001 und die bis dato letzte im Jahr 2016. Aus der Sicht der eidgenössischen Band Schammasch, die ihr ursprünglich nur als Demoaufnahme avisiertes Debütalbum Sic Lvceat Lvx 2010 über Black Tower Productions veröffentlichte, ist bzw. war es „eigentlich das bekannteste Schweizer Black Metal Label“.
2022 meldet sich Black Tower Productions, mit der Veröffentlichung der LP „Horizons“ von der Schweizer Tolkien Metal Black Jade zurück. Das Label hat seit Februar 2023 ein Landen ins Stansstad und einen neuen Onlineshop für Vinyl.

## Veröffentlichungen (Auswahl)
- 2003: Black Jade – Forest of Edoras
- 2005: Morgart – Die Schlacht (In acht Sinfonien)
- 2007: Blessmon – Under the Storm of Hate
- 2010: Anabioz – ... To Light
- 2010: Minhyriath – Grohnd
- 2010: Schammasch – Sic Lvceat Lvx
- 2013: Black Jade – The Prophecy of the North
- 2022: Black Jade – Horizons